# Fregehaus

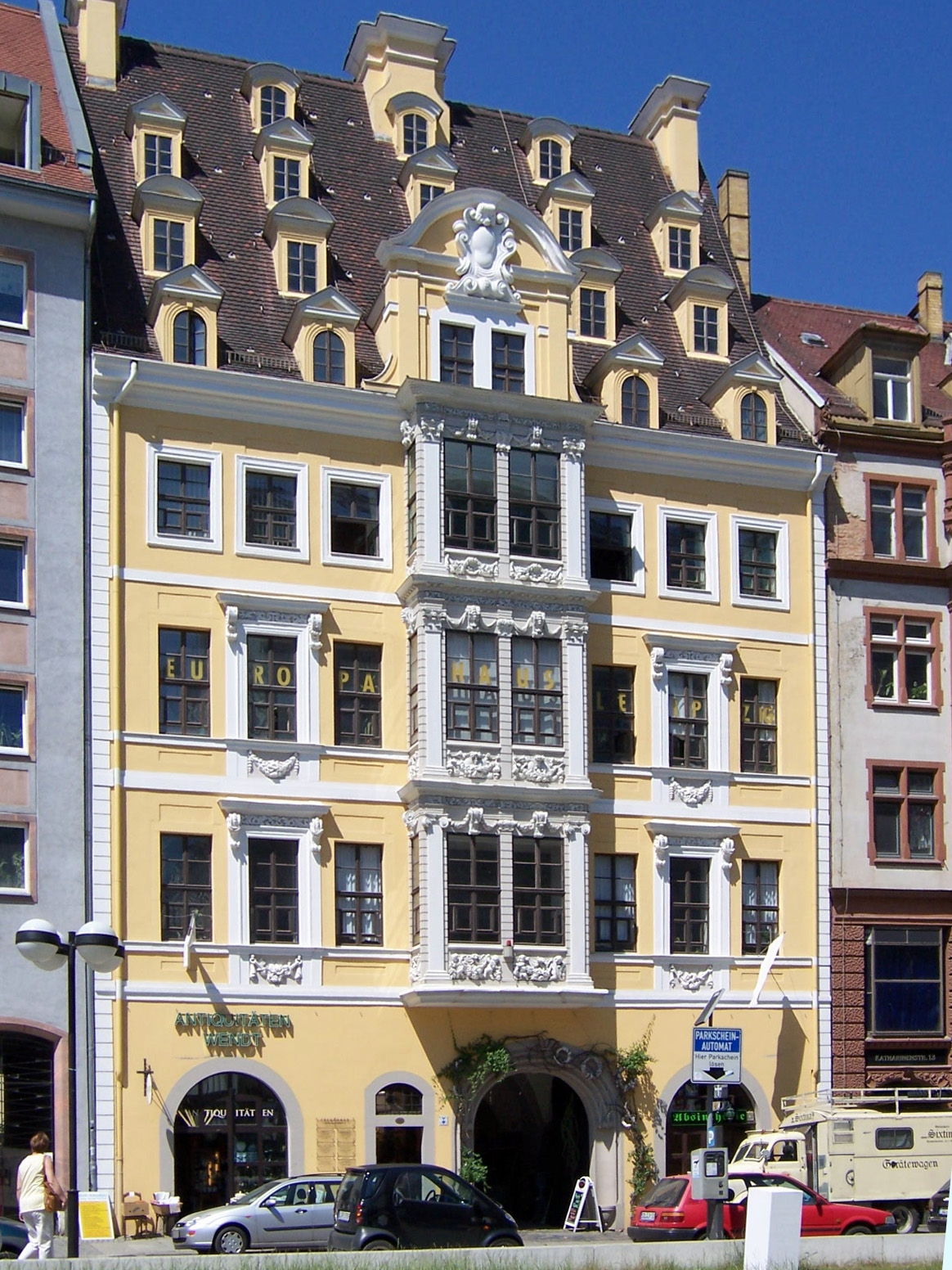
Die Straßenfassade des Fregehauses 2006

Das Fregehaus ist ein barockes Kaufmannshaus in der Stadtmitte Leipzigs.
Der Kaufmann Gottfried Otto kaufte 1705 das Grundstück in der heutigen Katharinenstraße 11 und ließ das dort befindliche Renaissancehaus (erbaut vermutlich 1535) in den Jahren 1706 bis 1707 vom Leipziger Ratsmaurermeister Johann Gregor Fuchs im barocken Stil umbauen.
Das aus vier Flügeln bestehende Gebäude ist um einen rechtwinkligen Innenhof herum angelegt. Die symmetrische Hauptfassade ist von einem mit Fruchtgirlanden verzierten Kastenerker gekennzeichnet. Auf dem steilen Dach mit 62 Grad Neigung sitzen in vier Reihen 16 Gauben. Zu den erhaltenen Teilen des Vorgängerbaus gehören das Kreuzgewölbe der Hofeinfahrt und Portale im Erdgeschoss.
Seinen heutigen Namen verdankt das Fregehaus dem Bankier Christian Gottlob Frege II (1747–1816), der es 1782 erwarb. Es blieb bis 1945 Sitz der Privatbank und bis 1976 eines Handelsbetriebes (mit staatlicher Beteiligung) der Familie Frege. Ab 1978 war das Fregehaus der Sitz des VEB Leipziger Denkmalpflege, der das Haus von 1980 bis 1986 sanierte.
Als Nachfahren der Familie sind unter anderem der Vetter 2. Grades 3× entfernt von Christian Gottlob Frege II, der erste Präsident des Bundesverwaltungsgerichtes Ludwig Frege und sein Enkel Andreas Frege besser bekannt als Campino, Sänger und Frontmann der deutschen Musikgruppe Die Toten Hosen.
Von 1998 bis März 2014 nutzte der gemeinnützige Verein „Europahaus Leipzig e. V.“ das Gebäude, das heute ein Hotel und ein Ladengeschäft beherbergt. Der Innenhof ist frei zugänglich.

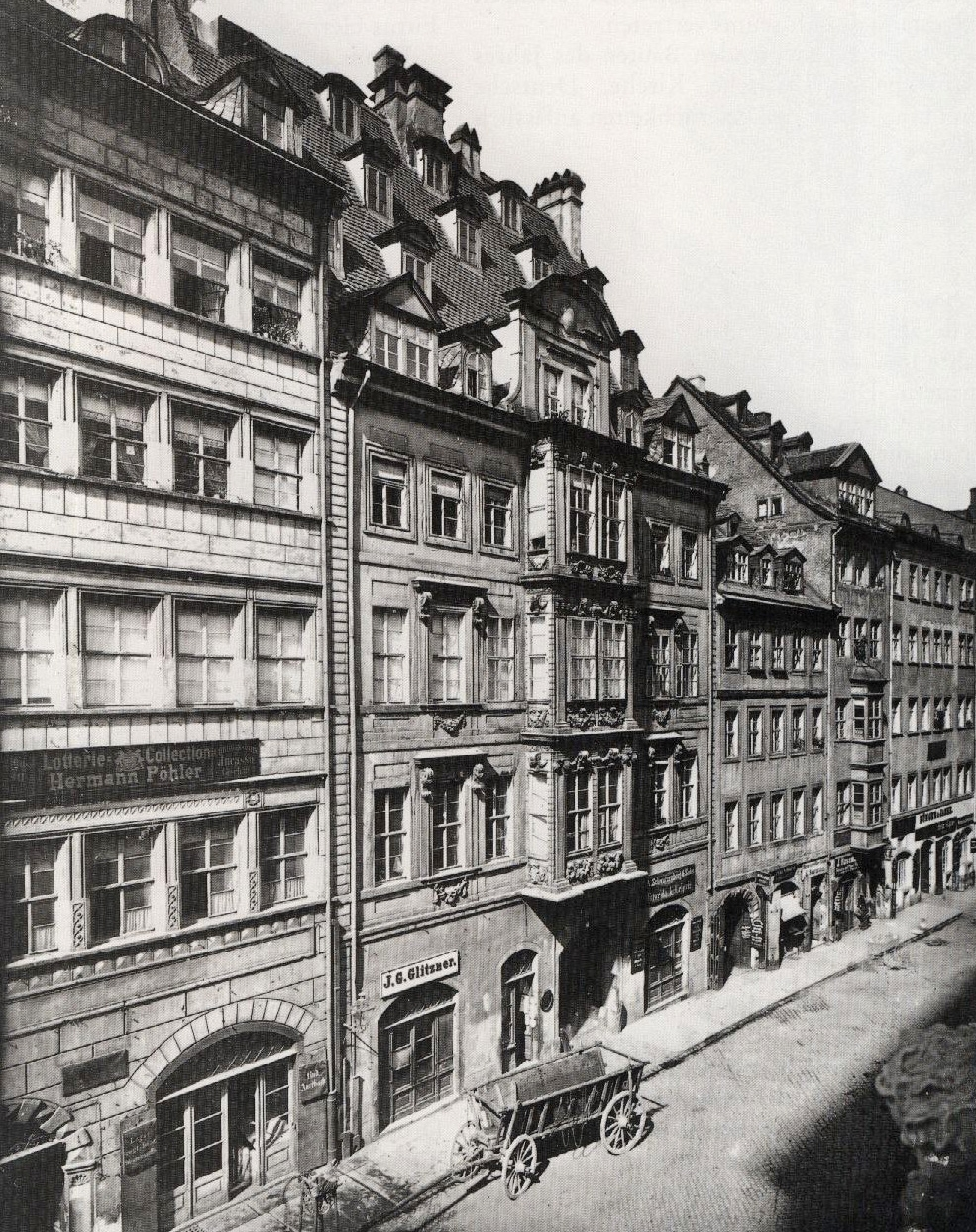
Das Fregehaus um 1880
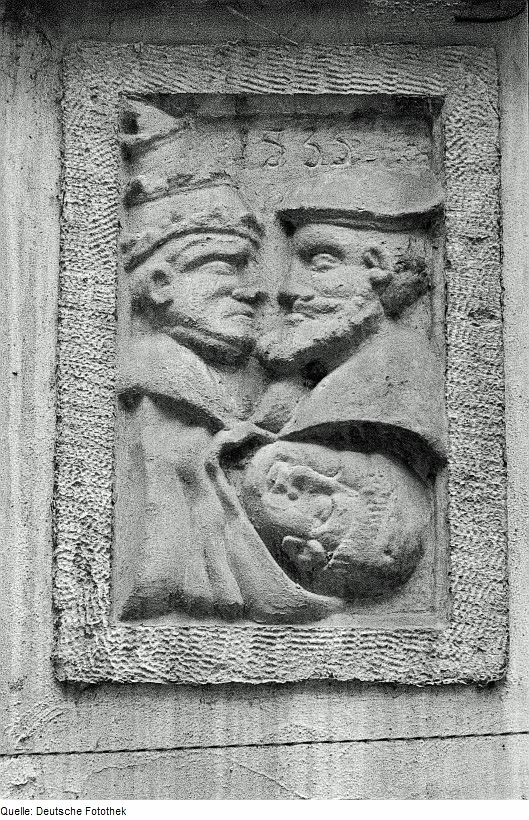
Spottbild Papst, Kaiser und Luther im Innenhof, von 1535
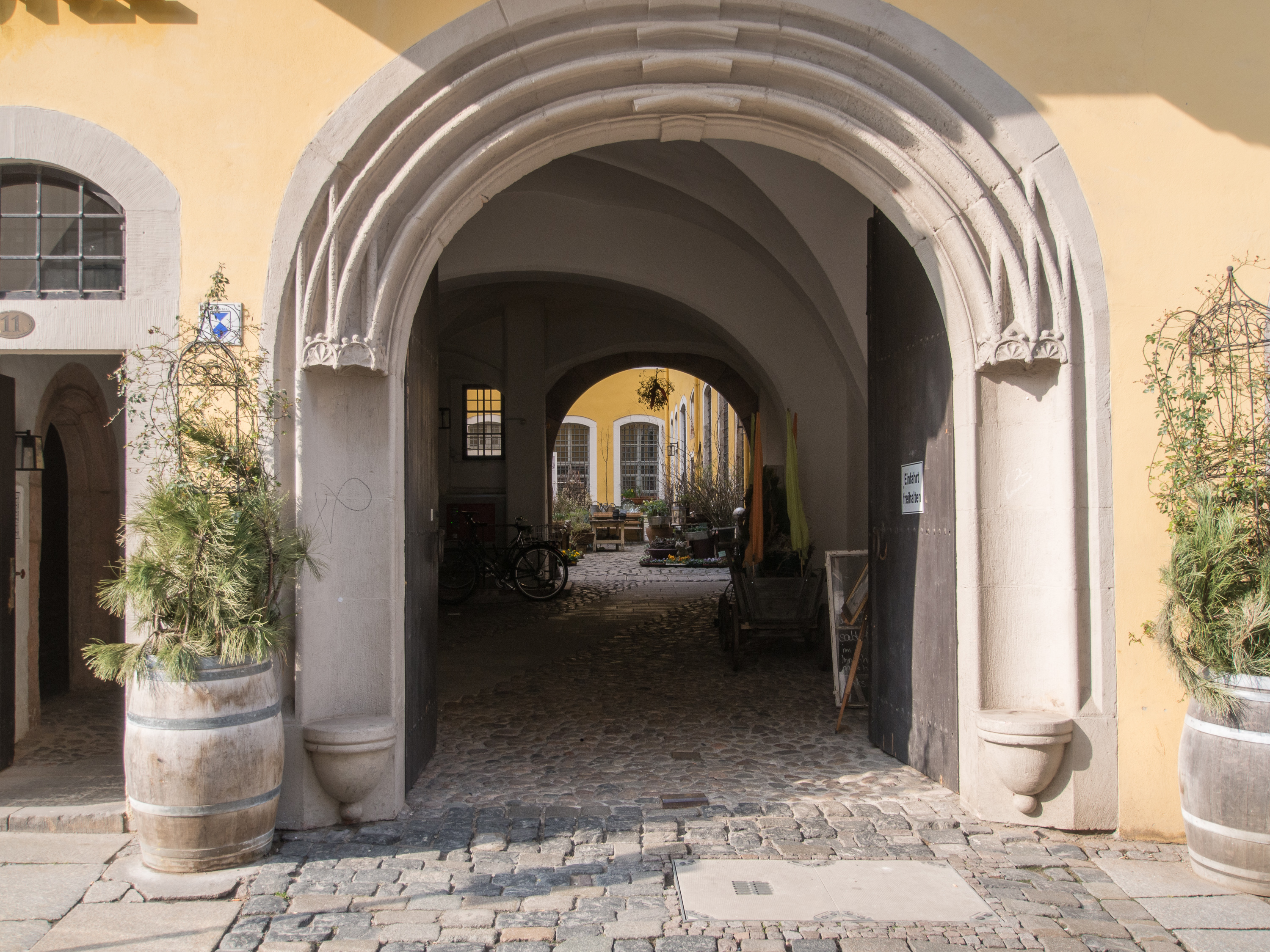
Straßenseitiges Hauptportal aus der Renaissance (um 1535)
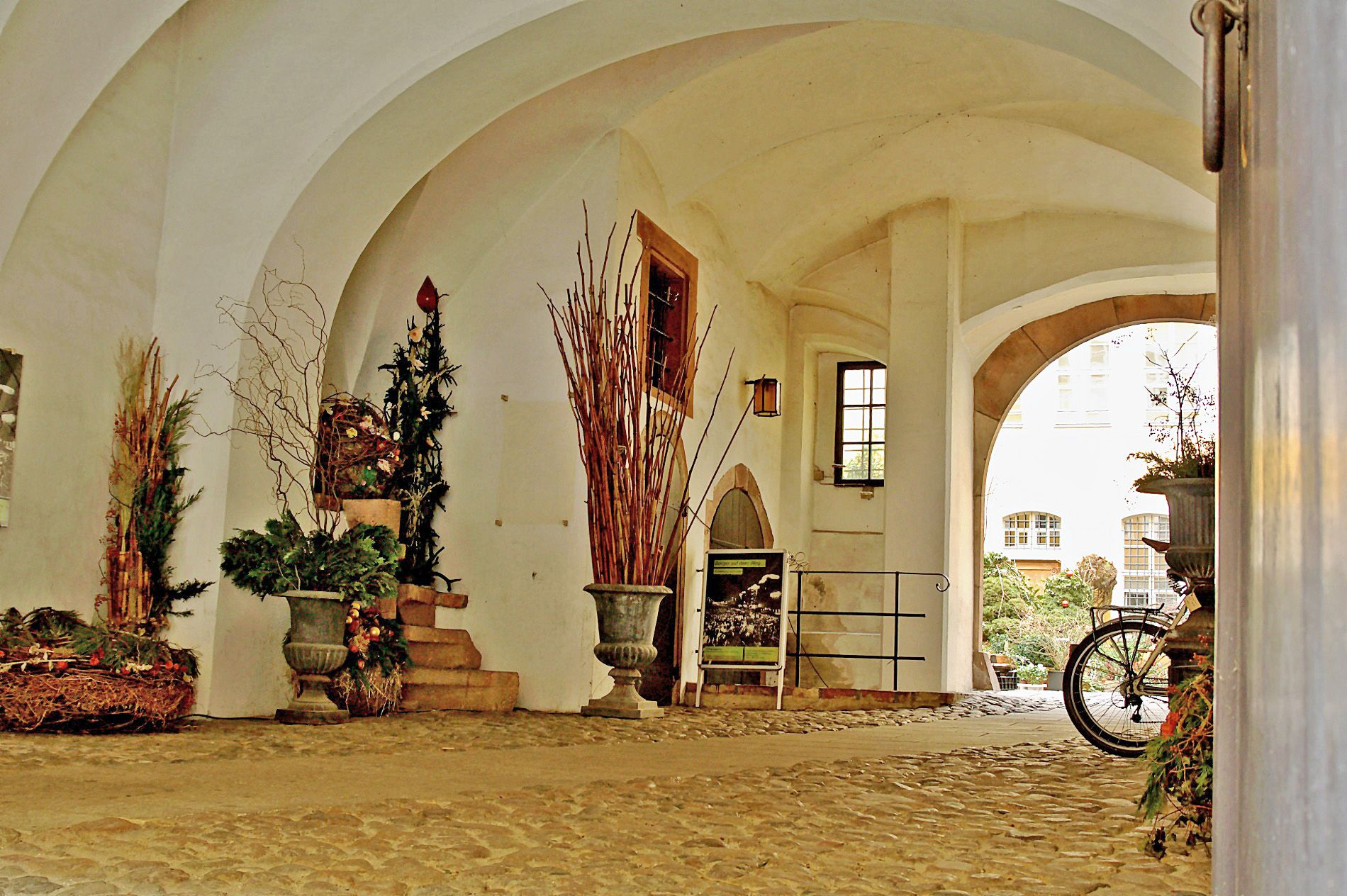
Kreuzgewölbe aus der Renaissance in der Einfahrt zum Hof
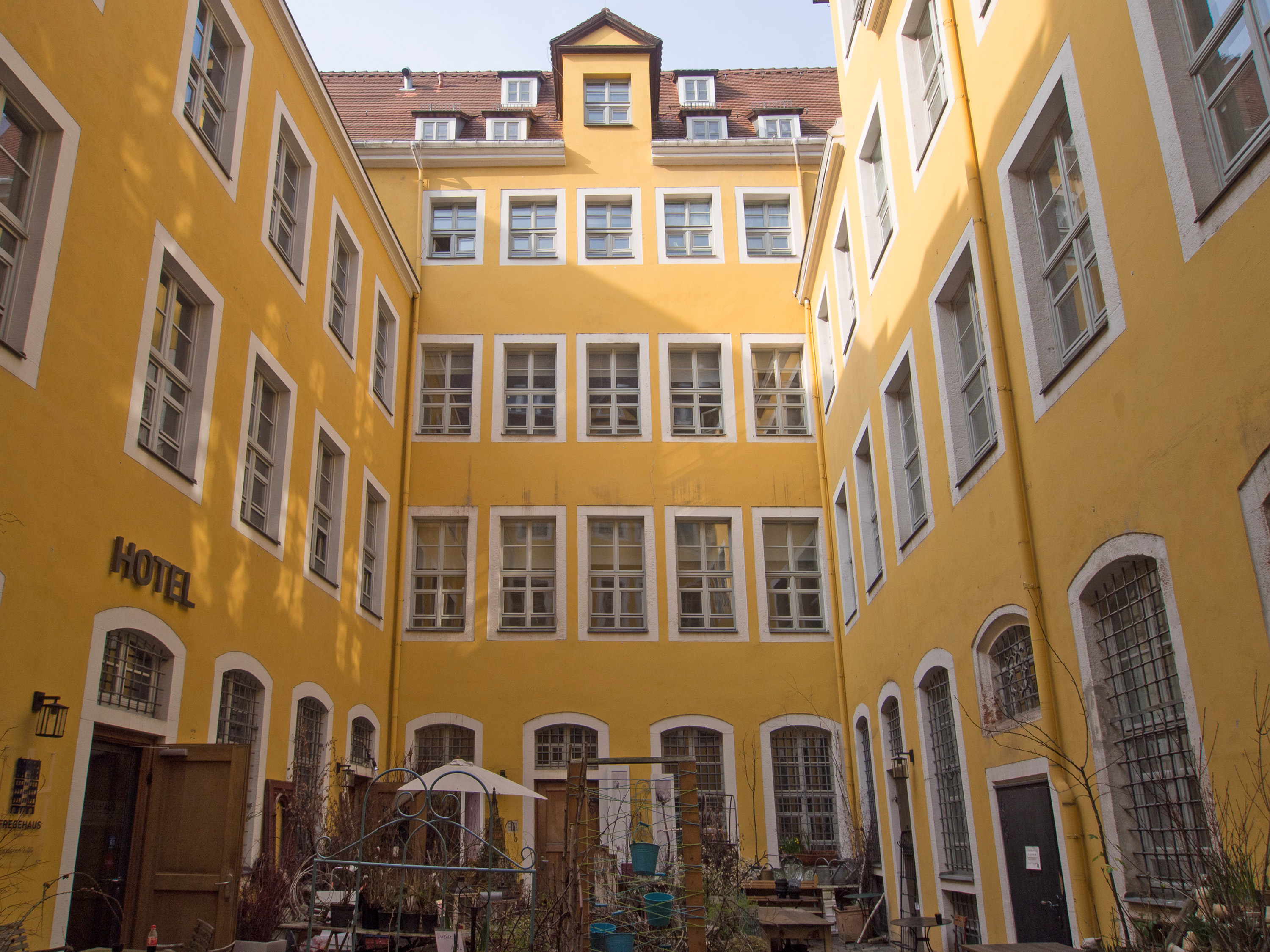
Der barocke Hof des Fregehauses 2016